# Lagarosiphon
Genre
Classification phylogénétique
Lagarosiphon est un genre de plantes aquatiques créé et décrit en 1841 par Harvey William Henry,. Selon Tela Botanica, L. Major est aussi déjà trouvé dans plus d'une dizaine de départements français (mais est protégé en Nouvelle-Calédonie).

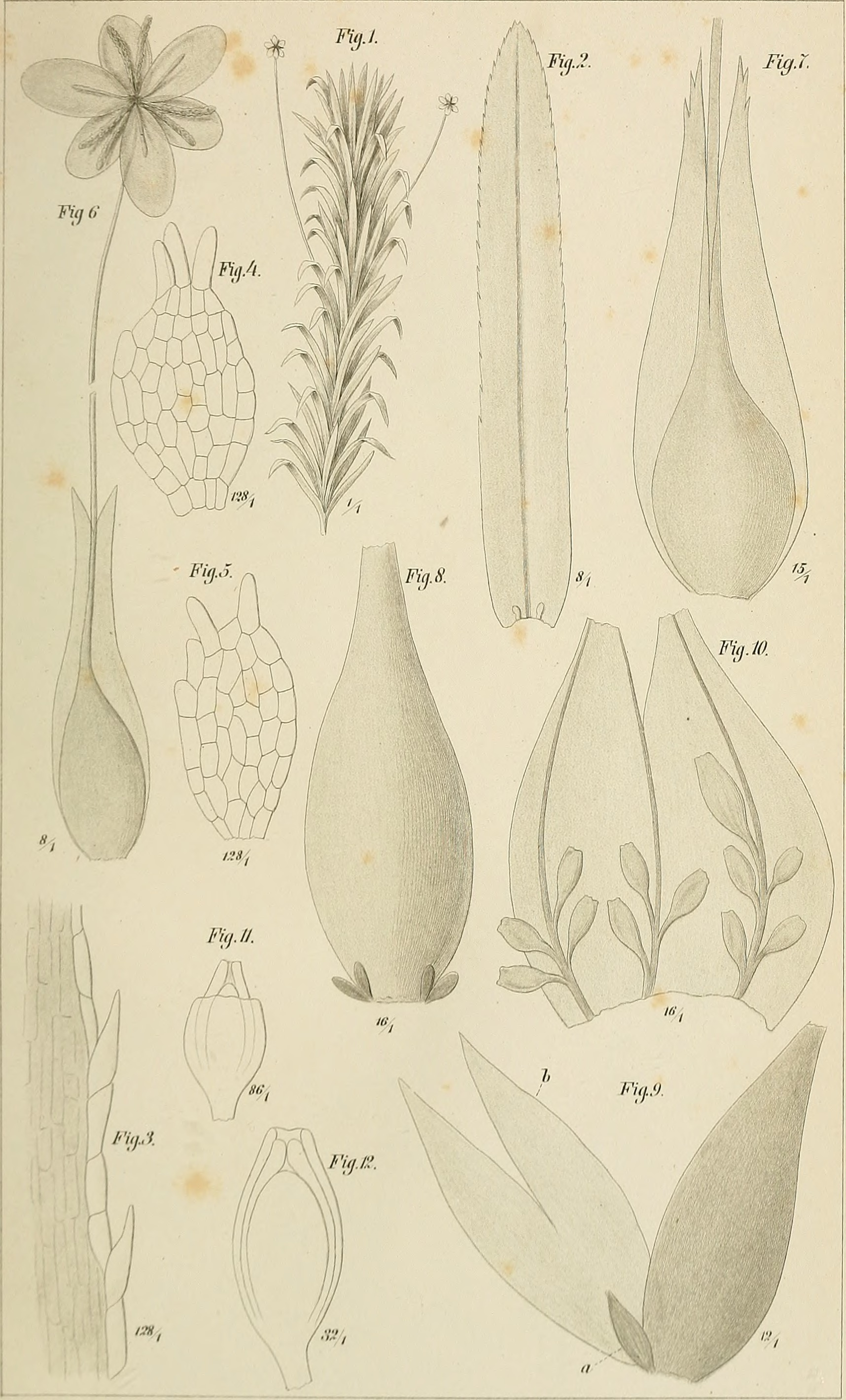
Planche de dessins naturalistes décrivant Lagarosiphon madagascariensis

Les espèces appartenant à ce genre sont natives du centre et sud de l'hémisphère sud, et notamment du sud de l'Afrique et de Madagascar. Une espèce Lagarosiphon major, originaire du sud de l'Afrique est depuis quelques décennies en plein développement dans le monde et se montre localement invasive. Elle était ainsi déjà trouvée en Belgique dans les années 1990 (dans la Meuse à Lives-sur-Meuse).

## Répartition
Comme beaucoup d'autres membres de la famille des Hydrocharitaceae une partie des espèces de ce genre a été récemment et largement diffusée par l'Homme (déplacements commerciaux, transport involontaire de propagules, notamment par les eaux de ballast, utilisation comme plante ornementale de bassin d'agrément ou pour l'aquarium.

## Biologie, écologie
Ces espèces sont strictement aquatiques et ne supportent pas l'exondation. Lagarosiphon major notamment se montre sensible aux fluctuations importantes du niveau de l'eau (phénomène étudié par sur le lac Rotoma en Nouvelle-Zélande de 1973 à 1980).

## Espèces
Ce genre regroupe : 
1. Lagarosiphon cordofanus (Hochst.) Casp. - Cameroun + Éthiopie à Namibie + Mpumalanga
2. Lagarosiphon hydrilloides Rendle - Ghana, Kenya, Ouganda
3. Lagarosiphon ilicifolius Oberm. - Ouganda à Namibie
4. Lagarosiphon madagascariensis Casp. - Madagascar
5. Lagarosiphon major (Ridl.) Moss - Zimbabwe, Botswana, Lesotho, Afrique du Sud
6. Lagarosiphon muscoides Harv. - Mali au Soudan et jusqu'au KwaZulu-Natal
7. Lagarosiphon rubellus Ridl. - Angola
8. Lagarosiphon steudneri Casp. - Éthiopie
9. Lagarosiphon verticillifolius Oberm. - Mozambique, Zimbabwe, KwaZulu-Natal, Swaziland, Mpumalanga, Limpopo

## Invasivité
Comme beaucoup d'autres espèces de cette famille, certaines espèces de ce genre (ex : Lagarosiphon major) se montrent localement envahissantes dans une partie des endroits où elles ont été introduites hors de leur milieu naturel.  Ainsi L. major après avoir été trouvé une première fois sur le lac Taupo (Nouvelle-Zélande) en 1966 occupait en 1979 « la plupart si ce n'est tous les sites potentiellement colonisables du lac ». Lagarosiphon envahit le lac Wanaka, toujours en Nouvelle-Zélande.
Plusieurs espèces appartenant à ce genre peuvent d'ailleurs entrer en compétition avec d'autres espèces proches de même famille ( Hydrocharitaceae), tout aussi invasives.
Divers moyens de lutte, y compris par des désherbants chimiques ont été tentées, mais souvent inefficacement ou avec une efficacité moyenne, et avec des effets collatéraux indésirables.

## Utilisations
Comme d'autres espèces et genre de la même famille, ces plantes se montrent capables de pomper certains ions métalliques toxiques de l'eau, et peuvent donc être utilisées pour le biosurveillance de ces métaux (ou métalloïdes) dans l'environnement aquatique.